# Frank Herbert’s Dune
Frank Herbert’s Dune — компьютерная игра по мотивам мини-сериала «Дюна», была выпущена в 2001 году издателем Cryo Interactive. Была единственной игрой в жанре 3D-action по вымышленной вселенной Дюны. Игра не имела коммерческого успеха и не получила признания у критиков, в итоге стала одной из последних игр компании Cryo Interactive, которая обанкротилась вскоре после провала игры.

## Сюжет
Играть предстоит за Пола Атрейдеса, сына Лето Атрейдеса. Цель игрока — ослабить власть дома Харконненов. Ему предполагается завоевать доверие и уважение коренных жителей Дюны, фременов, чтобы стать их предвещанным мессией и освободить пустынную планету. Игра состоит из пяти локаций и начинается со спасения Пола и его матери Джессики бегством в пустыню.

## Разработка
К тому времени, когда игра была закончена, Cryo Interactive уже влезла в долги. Игра оказалась дорогостоящим провалом, и студия не смогла найти кредиторов для продолжения работы. Версия для PlayStation 2 была выпущена только в Европе.

## Реакция
| Сводный рейтинг       | Сводный рейтинг |
| Агрегатор             | Оценка          |
| --------------------- | --------------- |
| GameRankings          | 50,87 %         |
| MobyRank              | 51 % (PC)       |
| Русскоязычные издания |                 |
| Издание               | Оценка          |
| «Страна игр»          | 6,7 из 10       |

Игра получила смешанные оценки в игровой прессе. В рецензиях многие обозреватели подчеркнули крайне низкую продолжительность игры и устаревшую графику. Игра номинировалась на награду «Лучшая приключенческая игра для ПК» на The Electric Playground 2021, однако проиграла Myst III: Exile.